# Zoushi (köpinghuvudort i Kina, Hunan Sheng, lat 29,04, long 111,54)
Zoushi är en köpinghuvudort i Kina. Den ligger i provinsen Hunan, i den södra delen av landet, omkring 170 kilometer nordväst om provinshuvudstaden Changsha. Antalet invånare är 51 155. Befolkningen består av 25 546 kvinnor och 25 609 män. Barn under 15 år utgör 12,0 %, vuxna 15-64 år 76 %, och äldre över 65 år 11,0 %.
Runt Zoushi är det tätbefolkat, med 511 invånare per kvadratkilometer. Närmaste större samhälle är Changde, 13,5 km öster om Zoushi. Trakten runt Zoushi består till största delen av jordbruksmark.
Genomsnittlig årsnederbörd är 1 808 millimeter. Den regnigaste månaden är maj, med i genomsnitt 302 mm nederbörd, och den torraste är december, med 45 mm nederbörd.